# Тартаковський Сергій Валерійович
Сергій Валерійович Тартаківський (19 травня 1968, м. Свердловськ, Луганської області) — український військовик, полковник морської піхоти України, колишній командир 3-го окремого десантно-штурмового батальйону 1-ї окремої бригади морської піхоти.

## Життєпис
Народився 19 травня 1968 року в м. Свердловськ Луганської області.
Навчався в Київському СВУ 1983-1985, продовжив навчання в Далекосхідному вищому загальновійськовому командному училищі (рос. ДВОКУ) 1985-1989.

### Північний флот
Служив в 61-й окремій бригаді морської піхоти Північного флоту (в/ч 38643):
- вересень 1989 - квітень 1992 командир взводу 2 роти морської піхоти 2 окремого батальйону морської піхоти (в/ч 70134);
  - Навчальний центр морської піхоти ВМФ «Сатурн», Севастополь, січень 1990 – травень 1990.
- квітень 1992 – вересень 1993 командир 1 роти морської піхоти 1 окремого батальйону морської піхоти  (в/ч 63969);

### ВМС України
Служив 4-й (пізніше 1-й окремій бригаді морської піхоти ВМС України):
- вересень 1993 – травень 1996 командир 1 роти морської піхоти 41 окремого батальйону морської піхоти  (А2055)
- Навчання жовтень 1994 – серпень 1995 DLI ELC Defense Language Institute English Language Course Lackland Airforce Base San-Antonio, Tx Мовний інститут оборонного відомства США;
- серпень 1995 – травень 1996 AWS USMC Amphibious Warfare School United States Marine Corps Quantico, Va Амфібійна школа збройної боротьби морської піхоти США;
- травень 1996 – липень 1996 заступник начальника розвідки 1 окремої бригади морської піхоти НГУ;
- липень 1996 – жовтень 1997 заступник командира 33 окремого десантно-штурмового батальйону 1 окремої бригади морської піхоти НГУ.
- жовтень 1997 – січень 1998 в.о. командира 33 окремого десантно-штурмового батальйону (в/ч А3303) 1 окремої бригади морської піхоти ВМС України;
- січень 1998 – серпень 1998 командир 33 окремого десантно-штурмового батальйону (в/ч А3303) 1 окремої бригади морської піхоти ВМС України.

Навчання в Національній академії ЗС України 1998-2000
Служба в оперативному управлінні штабу ВМС України серпень 2000 – жовтень 2000;
Жовтень 2000 – жовтень 2002 начальник штабу – перший заступник командира 1 окремої бригади морської піхоти (в/ч А3286);
Жовтень 2002 – грудень 2005 викладач і старший викладач Центру підготовки офіцерів багатонаціональних штабів Національної академії ЗС України.
Навчання в The Center of Civil-Military Relations Naval Postgraduate School, Monterey, Ca, USA
Листопад 2002 Курс військово-цивільного співробітництва ад'юнктури військово-морської академії США
Командир групи військових спостерігачів в міжнародній місії ООН в Ліберії UNMIL 2004 – 2005